# Monocarpia borneensis
Monocarpia borneensis är en kirimojaväxtart som beskrevs av Mols och Keßler. Monocarpia borneensis ingår i släktet Monocarpia och familjen kirimojaväxter. Inga underarter finns listade i Catalogue of Life.